# Película de propaganda

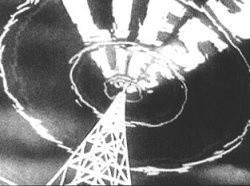
La serie "Why We Fight" muestra la maquinaria de propaganda nazi.

Una película de propaganda es una película que implica alguna forma de propaganda. Las películas de propaganda difunden y promueven ciertas ideas que suelen ser de naturaleza religiosa, política o cultural. Una película de propaganda se realiza con la intención de que el espectador adopte la posición promovida por el propagandista y finalmente tome medidas para que esas ideas sean ampliamente aceptadas. Las películas de propaganda son medios populares de propaganda debido a su capacidad para llegar fácilmente a una gran audiencia en poco tiempo. También pueden presentarse en una variedad de tipos de películas, como documentales, no ficción y noticiarios, lo que facilita aún más proporcionar contenido subjetivo que puede ser deliberadamente engañoso.
La propaganda es la capacidad «de producir y difundir mensajes fértiles que, una vez sembrados, germinarán en grandes culturas humanas». Sin embargo, en el siglo XX, surgió una «nueva» propaganda, que giraba en torno a las organizaciones políticas y su necesidad de comunicar mensajes que «influyeran en grupos relevantes de personas para acomodar sus agendas». Desarrollada por primera vez por los Hermanos Lumière en 1896, la película proporcionó un medio único para llegar a grandes audiencias a la vez. El cine fue el primer medio de comunicación masivo universal en el sentido de que podía influir simultáneamente en los espectadores como individuos y como parte de una multitud, lo que llevó a que rápidamente se convirtiera en una herramienta para gobiernos y organizaciones no estatales para proyectar un mensaje ideológico deseado. Como afirmó Nancy Snow en su libro, Information War: American Propaganda, Free Speech and Opinion Control Since 9-11, la propaganda «comienza donde termina el pensamiento crítico».

## Herramientas utilizadas en películas de propaganda
El cine es un medio único que reproduce imágenes, movimiento y sonido de manera realista, fusionando significado con el desarrollo a medida que avanza la historia representada. A diferencia de muchas otras formas de arte, el cine produce una sensación de inmediatez. La capacidad del cine para crear la ilusión de vida y realidad permite que se utilice como un medio para presentar ideas o realidades alternativas, facilitando que el espectador perciba esto como una representación precisa de la vida.
Algunos académicos del cine han señalado las grandes capacidades ilusorias del cine. Dziga Vertov afirmó en su manifiesto de 1924, «El nacimiento del ojo-cine», que «el ojo-cine es la verdad-cine». Parafraseando a Hilmar Hoffmann, esto significa que en el cine, solo existe lo que la cámara «ve», y el espectador, al carecer de perspectivas alternativas, convencionalmente toma la imagen como realidad.

### Retórica
Hacer que el espectador se identifique con los personajes que se alinean con la agenda o el mensaje que el cineasta retrata es una herramienta retórica común utilizada en las películas de propaganda. Las películas de propaganda exhiben esto al tener temas recurrentes de bien contra mal. Se pretende que el espectador sienta simpatía por el «lado bueno» mientras desprecia al "lado malo". El destacado cineasta nazi Joseph Goebbels utilizó esta táctica para invocar emociones profundas en la audiencia. Goebbels enfatizó que, aunque hacer películas llenas de símbolos nacionalistas puede energizar a una población, nada funcionará mejor para movilizar a una población hacia la causa nazi que "intensificar la vida".

#### El efecto Kuleshov
Tras la Revolución de Octubre de 1917, el recién formado gobierno bolchevique y su líder Vladímir Lenin pusieron énfasis en la necesidad del cine como herramienta de propaganda. Lenin veía la propaganda simplemente como una forma de educar a las masas en lugar de una manera de evocar emociones y movilizar a las masas hacia una causa política. El cine se convirtió en el medio preferido de propaganda en la recién formada República Soviética de Rusia debido a que una gran parte de la población campesina era analfabeta.
El Efecto Kuleshov se utilizó por primera vez en 1919 en la película La exposición de las reliquias de Sergio de Radonezh al yuxtaponer imágenes del ataúd exhumado y el cuerpo de Sergio de Radonezh, un prominente santo ruso, y la reacción de la audiencia que lo observaba. Las imágenes de la multitud están compuestas principalmente por rostros femeninos, cuyas expresiones pueden interpretarse de manera ambigua. La idea detrás de la yuxtaposición de estas imágenes era subvertir la suposición de la audiencia de que la multitud mostraría emociones de tristeza o malestar. En cambio, la multitud podía interpretarse como expresando emociones de aburrimiento, miedo, consternación y una myriad de otras emociones. No hay nada que demuestre a la audiencia que las imágenes de la multitud y el cuerpo exhumado fueron capturadas en el mismo momento o lugar (ahora se cree que las imágenes de la multitud fueron filmadas al aire libre mientras que las imágenes que muestran los restos esqueléticos fueron capturadas en interiores). Esto es lo que difumina la línea de la verdad, haciendo del efecto Kuleshov una herramienta efectiva de propaganda.

### Teorías conspirativas republicanas
El comentarista político republicano y cineasta Dinesh D'Souza es notoriamente conocido por promover teorías de conspiración contra el Partido Demócrata en sus películas. Utiliza sus propias películas como una herramienta de propaganda para manipular a audiencias más jóvenes, especialmente a la Generación Z, para influir en su supuesta corrupción.

## Lista de películas con propaganda

### Prehistóricas
- Independența României (1912)
- The Birth of a Nation (1915)

### Segunda Guerra Mundial
- Victory Through Air Power (1945)

### Ferdinand Marcos bajo la ley marcial
- Da Real Makoy (1977)
- Tadhana (1978)

### Donald Trumpdurante la presidencia
- Hillary's America: The Secret History of the Democratic Party (2016)
- Death of a Nation: Can We Save America a Second Time? (2018)
- Absolute Proof (2020)